# ترافرم
ترافرم(به انگلیسی: terraform) یک نرم‌افزار منبع باز در زمینهٔ زیرساخت مبتنی بر کد است که توسط هاشیکورپ ایجاد شده است. کاربران تنظیمات پیکربندی را با استفاده از یک زبان پیکربندی اعلانی معروف به زبان پیکربندی هاشیکورپ (اچ‌سی‌ال) یا به صورت اختیاری جی‌سان تعریف و تهیه می‌کنند.

## طراحی
ترافرم منابع خارجی (مانند زیرساخت عمومی رایانش ابری، زیرساخت رایانش ابری خصوصی، لوازم شبکه، نرم‌افزار به عنوان سرویس و بستر به عنوان سرویس) را با استفاده از «ارائه دهندگان» مدیریت می‌کند. هاشیکروپ لیست گسترده‌ای از ارائه دهندگان رسمی را نگهداری می‌کند و همچنین قابلیت تعامل سایر با ارائه دهندگان توسعه‌داده شده در جامعهٔ نرافزاری را داراست. کاربران می‌توانند با ارائه دهندگان ترافرم از طریق تعریف منابع اعلام تعامل کنند. ترافرم به جای استفاده از فرمان‌های دستوری برای تهیه منابع، از پیکربندی اعلانی برای توصیف وضعیت نهایی مطلوب استفاده می‌کند و هنگامی که کاربر ترافرم را بر روی یک منبع مشخص فراخوانی کرد، ترافرم اقدام به اجرای عملیات کراد از طرف کاربر برای ایجاد وضعیت ایدئال سیستم می‌کند. زیرساخت مبتنی بر کد می‌تواند به عنوان ماژول نوشته شود که باعث افزایش قابلیت استفاده مجدد و قابلیت نگهداری می‌شود.
ترافرم از تعدادی از ارائه دهندگان زیرساخت‌های رایانشی ابری مانند خدمات وب آمازون ،مایکروسافت آزور، زیرساخت ابری آی‌بی‌ام، سکوی ابری گوگل، دیجیتال اوشن، زیرساخت ابری اوراکل، وی‌ام‌ویر وی‌سفیر و اوپن‌استک پشتیبانی می‌کند.

ترافرم چهار دستور عمده دارد
```
terraform
 
init
terraform
 
plan
terraform
 
apply
terraform
 
destroy

```